# Vratislav Greško
Vratislav Greško (Tajov, 24 de julho de 1977) é um futebolista eslovaco.

## Títulos
1. FC Nürnberg
- Copa da Alemanha: 2007